# 칼럼니스트
칼럼니스트(영어: columnist) 또는 기고가(寄稿家)는 신문 또는 잡지에 칼럼을 연재하는 사람을 말한다.
일반적으로 논평과 의견을 제공하는 기사를 작성하여 시리즈로 출판하기 위해 글을 쓰는 사람이다. 칼럼은 블로그를 포함한 신문, 잡지 및 기타 간행물에 나타난다. 개인적인 관점을 제공하는 특정 작가의 짧은 에세이 형식을 취한다. 어떤 경우에는 가명 또는 (사실상의) 브랜드 이름으로 나타나는 복합 또는 팀에 의해 칼럼이 작성되었다. 일부 칼럼니스트는 매일 또는 매주 나타나고 나중에 동일한 자료를 책 컬렉션에 다시 인쇄한다.